# Skrito (film)
Skrito (francosko Caché) je koprodukcijski psihološki triler iz leta 2005, ki ga je režiral in zanj napisal scenarij Michael Haneke, v glavnih vlogah pa nastopajo Daniel Auteuil, Juliette Binoche, Maurice Bénichou, Annie Girardot, Bernard Le Coq, Daniel Duval, Nathalie Richard in Denis Podalydès. Zgodba prikazuje par iz francoskega zgornjega srednjega razreda, Georgesa (Auteuil) in Anne (Binoche), ki ju ustrahujejo s pomočjo anonimnih nadzornih video posnetkov odvrženih na njun prag. Namigi v posnetih kažejo na Georgesovo otroštvo in njegov odpor do posvojitve alžirske sirote Majida s strani svojih staršev, ki so ga nato odslovili. Posnetki vodijo do zdaj odraslega Majida (Maurice Bénichou). Snemanje je potekalo leta 2004 v Parizu in na Dunaju v francosko-avstrijsko-nemško-italijanski koprodukciji. Haneke je imel ob pisanju scenarija v mislih Auteuil in Binoche ter koncept krivde in otroštva. Ko je izvedel za desetletja dolgo zanikanje francoske vlade za pariški masaker leta 1961, ga je vključil v zgodbo. 
Film je bil premierno prikazan 14. maja 2005 na Filmskem festivalu v Cannesu, v francoskih kinematografih pa 5. oktobra. Naletel je na dobre ocene kritikov, ki so film razumeli kot alegorijo o kolektivni krivdi oz. kolektivnem spominu ter o francoski vlogi v alžirski osamosvojitveni vojni in kolonializmu nasploh. V Cannesu je film prejel nagrade za najboljšo režijo ter nagradi Mednarodnega združenja filmskih kritikov in ekumenske žirije. Nominiran je bil za evropsko filmsko nagrado v osmih kategorijah, nagrajen pa je bil za najboljši film, režijo, igralca (Auteuil), montažo in z nagrado Mednarodnega združenja filmskih kritikov. Na sporen način je bil diskvalificiran iz izbora za skarja za najboljši tujejezični film, kar je povzročilo spremembo pravil. Leta 2016 se je v anketi filmskih kritikov BBC-ja uvrstil na 23. mesto najboljši filmov 21. stoletja.

## Vloge
- Juliette Binoche kot Anne Laurent
- Daniel Auteuil kot Georges Laurent
- Maurice Bénichou kot Majid
- Lester Makedonsky kot Pierrot Laurent
- Walid Afkir kot Majidov sin
- Annie Girardot kot Georgesova mati
- Daniel Duval kot Pierre
- Bernard Le Coq kot Georgesov šef
- Nathalie Richard kot Mathilde
- Denis Podalydès kot Yvon
- Aïssa Maïga kot Chantal
- Philippe Besson kot televizijski gost